# Аууфер
Аууфер (нім. Auufer) — громада в Німеччині, розташована в землі Шлезвіг-Гольштейн. Входить до складу району Штайнбург. Складова частина об'єднання громад Брайтенбург.
Площа — 5,12 км2. Населення становить 136 ос. (станом на 31 грудня 2020).